# Volo su Vienna

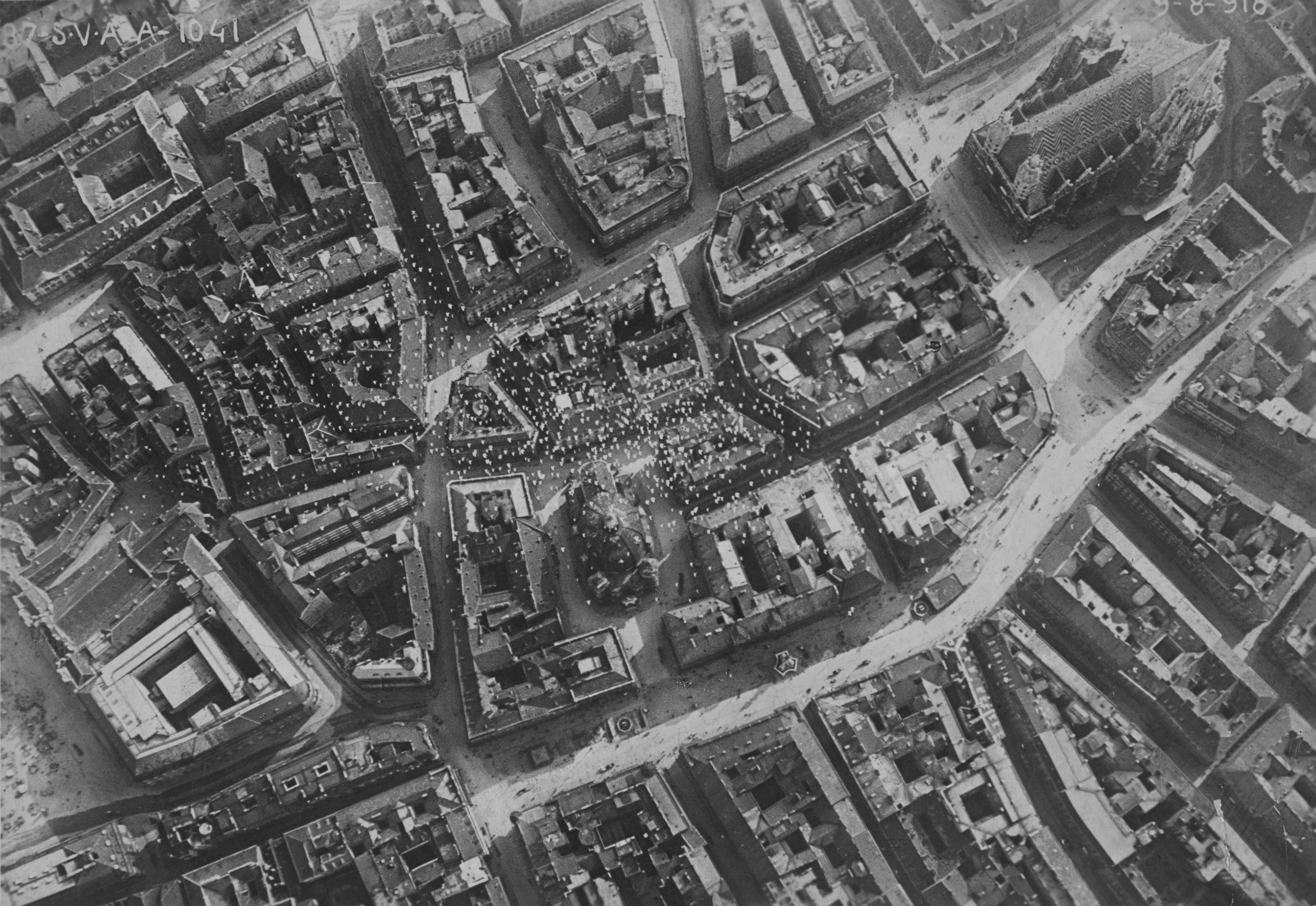
Gli SVA lanciarono manifestini alla quota di 800 metri. In alto a destra è individuabile la cattedrale di Santo Stefano.

Il volo su Vienna del 9 agosto 1918, detto anche "folle volo", fu una trasvolata compiuta da otto Ansaldo S.V.A. dell'87ª Squadriglia aeroplani battezzata "La Serenissima", a cui partecipò come passeggero il poeta italiano Gabriele D'Annunzio, con la quale vennero lanciati nel cielo di Vienna migliaia di manifestini tricolori scritti dal giornalista del Corriere della Sera, Ugo Ojetti.

## Antefatti

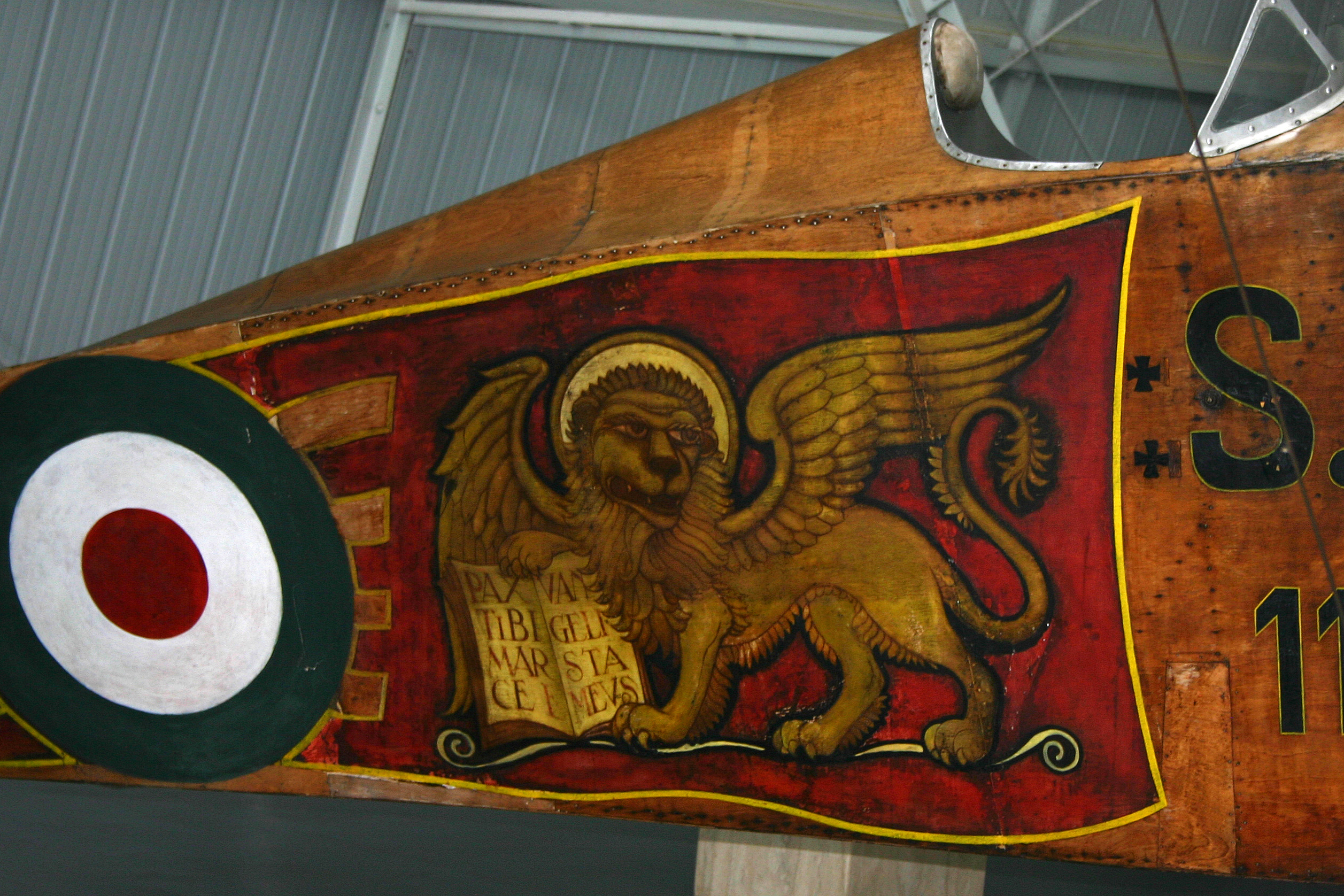
Il Leone di San Marco simbolo della 87ª Squadriglia Aeroplani

Il volo era in progettazione da tempo da parte del Comando supremo militare italiano, su indicazione di Ugo Ojetti, giornalista e scrittore, nonché comandante della sezione propaganda del Comando supremo.
D'Annunzio aveva proposto in passato un'operazione simile, ma le sue idee non erano state approvate; saputo però dell'iniziativa, cercò di prendervi parte anche se come semplice passeggero (in quanto senza brevetto di volo). Inizialmente approvata, la sua partecipazione divenne in forse a causa della perdita del SVA9 da addestramento biposto, ma un secondo velivolo (termine creato da D’Annunzio), fu approntato in tempo da Giuseppe Brezzi, modificando il serbatoio del carburante a forma di sedile (ribattezzato "la seggiola incendiaria"). Lo SVA modificato, pilotato dal capitano Natale Palli, poteva così prendere parte al "folle volo". Giunse così l'autorizzazione necessaria all'impresa.

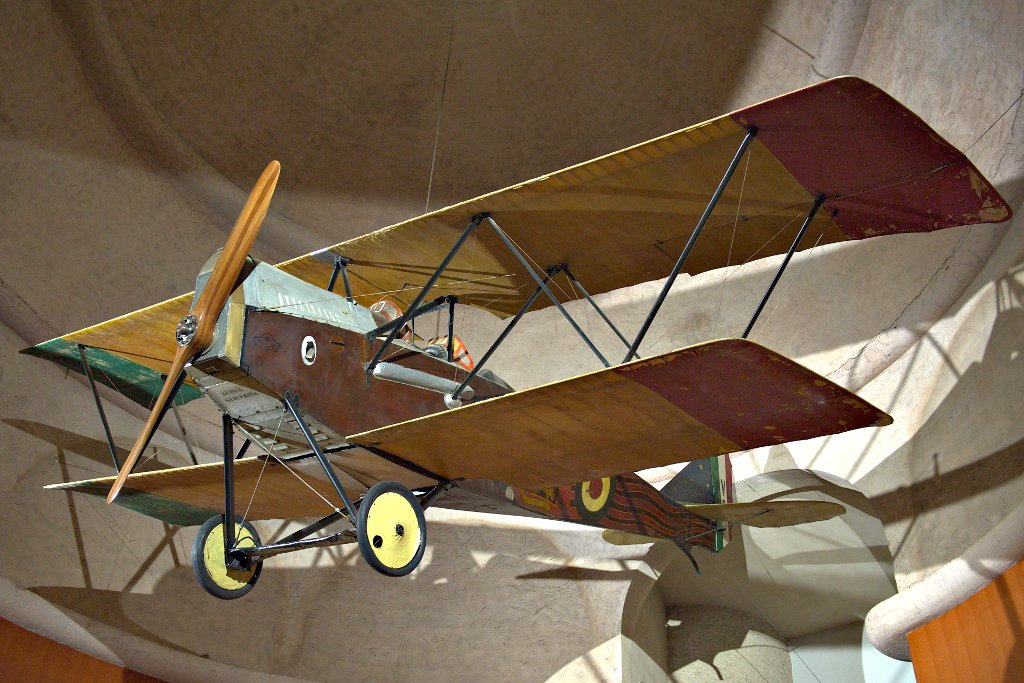
Lo SVA di D'Annunzio conservato al Vittoriale

Un primo tentativo venne compiuto il 2 agosto, ma a causa della nebbia incontrata sulle Alpi e in Pianura Padana i tredici apparecchi che vi parteciparono dovettero rinunciare; sette velivoli riuscirono a ritornare alla base, mentre altri furono costretti ad atterrare in campi diversi e tre aerei risultarono perfino inutilizzabili. Un secondo tentativo si ebbe l'8 agosto, ma il vento contrario mandò a monte l'impresa anche questa volta. Dopo questi due fallimenti, il progetto dannunziano rischiò seriamente di esser rimandato in un futuro indeterminato e in ogni caso molto lontano; D'Annunzio, tuttavia, riuscì a ottenere che il volo si effettuasse il giorno successivo, anche per sfruttare al massimo l'«effetto sorpresa», già parzialmente compromesso avendo il tenente Censi gettato un ingente carico di volantini in territorio austriaco per alleggerire il velivolo.

## Il volo
Finalmente, alle 5:30 del 9 agosto, dal Campo di Aviazione di San Pelagio nel comune di Due Carrare (PD), partirono gli undici apparecchi (dieci SVA monoposto e uno SVA modificato a due posti, guidato dal capitano Palli, nel quale si trovava D'Annunzio).
Pochi minuti dopo la partenza, il capitano Alberto Masprone fu costretto da un'avaria a un atterraggio di fortuna, nel quale il velivolo fu danneggiato e Masprone si ruppe la mandibola. Il tenente Vincenzo Contratti e il sottotenente Francesco Ferrarin dovettero a loro volta riportare indietro gli aerei a causa di un irregolare funzionamento del motore. Il tenente Giuseppe Sarti, infine, fu costretto ad atterrare per un arresto del motore, posandosi sul campo di Wiener Neustadt e incendiando il velivolo prima di essere preso prigioniero da ufficiali austriaci.

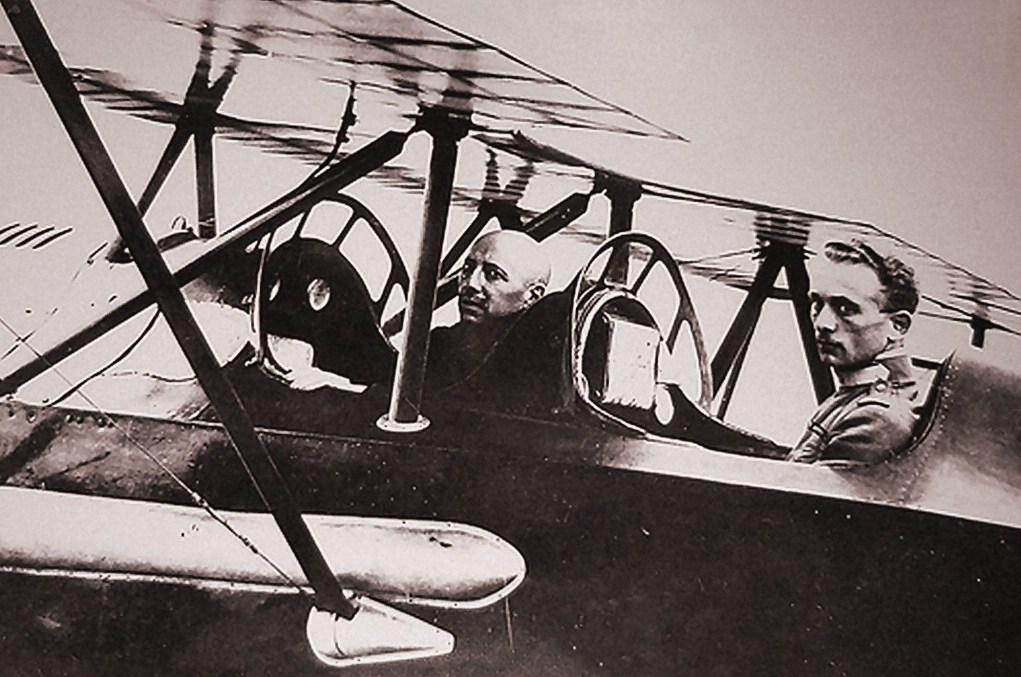
D'Annunzio e Palli nello SVA modificato. Foto di Attilio Prevost

I sette aerei superstiti proseguirono il proprio volo verso la capitale austriaca, organizzati a cuneo e guidati dai seguenti piloti: il capitano Natale Palli e Gabriele D'Annunzio; il tenente Ludovico Censi; il tenente Aldo Finzi; il tenente Giordano Bruno Granzarolo; il tenente Antonio Locatelli; il tenente Pietro Massoni; il sottotenente Girolamo Allegri detto «Fra’ Ginepro» per la folta barba.
Dopo aver sorvolato la valle della Drava, i monti della Carinzia e infine le città di Reichenfels, Kapfenberg e Neuberg senza incontrare nessun ostacolo da parte dell'aviazione austriaca (solo due caccia austriaci che avevano avvistato la formazione si affrettarono ad atterrare per avvertire il comando, ma non furono creduti), e dopo aver superato formazioni temporalesche, la formazione italiana giunse su Vienna in gruppo compatto alle 9:20, mentre nelle strade e piazze sottostanti si stava verificando un grande concorso di folla, impaurita della presenza degli aeromobili e dall'eventualità di un bombardamento aereo.
Grazie alla limpidezza del cielo, lo stormo poté abbassarsi a una quota inferiore agli 800 metri e lanciare i manifesti. Anche se quelli di D'Annunzio furono preparati solo in 50 000 copie e solo in italiano a causa del tono pomposo e giudicato inefficace:
La vostra ora è passata. Come la nostra fede fu la più forte, ecco che la nostra volontà predomina e predominerà sino alla fine. I combattenti vittoriosi del Piave, i combattenti vittoriosi della Marna lo sentono, lo sanno, con una ebbrezza che moltiplica l'impeto. Ma, se l'impeto non bastasse, basterebbe il numero; e questo è detto per coloro che usano combattere dieci contro uno.
L'Atlantico è una via che già si chiude; ed è una via eroica, come dimostrano i nuovissimi inseguitori che hanno colorato l'Ourcq di sangue tedesco.

Sul vento di vittoria che si leva dai fiumi della libertà, non siamo venuti se non per la gioia dell'arditezza, non siamo venuti se non per la prova di quel che potremmo osare e fare quando vorremo, nell'ora che sceglieremo.

Il rombo della giovane ala italiana non somiglia a quello del bronzo funebre, nel cielo mattutino.

Tuttavia la lieta audacia sospende fra Santo Stefano e il Graben una sentenza non revocabile, o Viennesi.
 Viva l'Italia!»
Il testo di D'Annunzio venne giudicato mancante di efficacia, nonché impossibile da rendere correttamente in tedesco, da Ferdinando Martini che così commentò:
(Ferdinando Martini)
Contrariamente a quanto a volte si crede, il principale manifesto lanciato in 350 000 copie non fu quindi quello di D'Annunzio bensì quello redatto da Ugo Ojetti, che fu tradotto in tedesco per essere compreso dalla popolazione di Vienna:
| VIENNESI! Imparate a conoscere gli italiani. Noi voliamo su Vienna, potremmo lanciare bombe a tonnellate. Non vi lanciamo che un saluto a tre colori: i tre colori della libertà. Noi italiani non facciamo la guerra ai bambini, ai vecchi, alle donne. Noi facciamo la guerra al vostro governo nemico delle libertà nazionali, al vostro cieco testardo crudele governo che non sa darvi né pace né pane, e vi nutre d'odio e d'illusioni. VIENNESI! Voi avete fama di essere intelligenti. Ma perché vi siete messi l'uniforme prussiana? Ormai, lo vedete, tutto il mondo s'è volto contro di voi. Volete continuare la guerra? Continuatela, è il vostro suicidio. Che sperate? La vittoria decisiva promessavi dai generali prussiani? La loro vittoria decisiva è come il pane dell'Ucraina: si muore aspettandola. POPOLO DI VIENNA, pensa ai tuoi casi. Svegliati! VIVA LA LIBERTÀ! VIVA L'ITALIA! VIVA L'INTESA! |

| Versione in tedesco: WIENER! Lernt die Italiener kennen. Wenn wir wollten, wir könnten ganze Tonnen von Bomben auf eure Stadt hinabwerfen, aber wir senden euch nur einen Gruss der Trikolore, der Trikolore der Freiheit. Wir Italiener führen den Krieg nicht mit den Bürgern, Kindern, Greisen und Frauen. Wir führen den Krieg mit eurer Regierung, dem Feinde der nationalen Freiheit, mit euren blinden, starrköpfigen und grausamen Regierung, die euch weder Brot noch Frieden zu geben vermag und euch nur mit Hass und trügerischen Hoffnungen füttert. WIENER! Man sagt von euch, dass ihr intelligent seid, jedoch seitdem ihr die preussische Uniform angezogen habt ihr seid auf das Niveau eines Berliner-Grobians herabgesunken, und die ganze Welt hat sich gegen euch gewandt. Wollt ihr den Krieg fortführen? Tut es, wenn ihr Selbstmord begehen wollt. Was höfft ihr? Den Entscheidungssieg, den euch die preussische Generale versprochen haben? Ihr Entscheidungssieg ist wie das Brot aus der Ukraina: Man erwartet es und stirbt bevor es ankommt. Bürger Wiens! Bedenkt was euch erwartet und erwacht! HOCH LEBE DIE FREIHEIT! HOCH LEBE ITALIEN! HOCH LEBE DIE ENTENTE! |

## Avvenimenti successivi

Manifesto commemorativo del volo su Vienna

Dopo aver sganciato i manifestini lo stormo prese la via del ritorno, scegliendo un percorso diverso da quello intrapreso all'andata per scongiurare il verificarsi di attacchi della contraerea. Dopo aver valicato le Alpi, la formazione aerea sorvolò Lubiana, Trieste e Venezia, dove D'Annunzio scelse di far cadere un messaggio augurale per comunicare all'ammiraglio e al sindaco il felice esito dell'impresa; alle 12:40, infine, gli aerei rientrarono al campo di San Pelagio dopo aver percorso in sette ore e dieci minuti mille chilometri, di cui ottocento su territorio austriaco, a sfida di ogni avversità balistica e aerea.
Un comunicato ufficiale del Comando supremo riportò:
Sulle vie della città era chiaramente visibile l'agglomeramento della popolazione.
I nostri apparecchi, che non vennero fatti segno ad alcuna reazione da parte del nemico, al ritorno volarono su Wiener-Neustadt, Graz, Lubiana e Trieste. La pattuglia partì compatta, si mantenne in ordine serrato lungo tutto il percorso e rientrò al campo di aviazione alle 12:40.
Manca un solo nostro apparecchio che, per un guasto al motore, sembra sia stato costretto ad atterrare nelle vicinanze di Wiener-Neustadt.»
Anche D'Annunzio, esultante per il buon esito della sua impresa, inviò alla Gazzetta del Popolo di Torino il seguente telegramma: «Non ho mai sentito tanto profondo l'orgoglio di essere italiano. Fra tutte le nostre ore storiche, questa è veramente la più alta…Solo oggi l'Italia è grande, perché solo oggi l'Italia è pura fra tante bassezze di odii, di baratti, di menzogne».
Il volo su Vienna, pur essendo stato militarmente inoffensivo, ebbe una vastissima eco morale, psicologica e propagandistica sia in Italia sia all'estero, e compromise sensibilmente l'opinione pubblica dell'Impero asburgico. La stessa stampa austriaca accolse favorevolmente l'«incursione inerme» (così fu definita) degli aerei italiani a Vienna: analogamente, il Frankfurter Zeitung condusse una critica aspra e virulenta «non contro gl'Italiani, ma contro le autorità, a cui i Viennesi devono gratitudine per la visita degli aviatori. La popolazione non fu avvisata prima, e non fu dato l'allarme quando gli aviatori arrivarono. Non occorre dire quale catastrofe poteva accadere se, invece di proclami, avessero gettato bombe. Non si comprende come abbiano varcato centinaia di chilometri senza essere avvistati dalle stazioni di osservazione austriache».
L'Arbeiter-Zeitung si pose una domanda destinata a rimanere senza risposta:
D'Annunzio, che noi ritenevamo un uomo gonfio di presunzione, l'oratore pagato per la propaganda di guerra grande stile, ha dimostrato d'essere un uomo all'altezza del compito e un bravissimo ufficiale aviatore. Il difficile e faticoso volo da lui eseguito, nella sua non più giovane età, dimostra a sufficienza il valore del Poeta italiano che a noi certo non piace dipingere come un commediante.

E i nostri D'Annunzio, dove sono?

Anche tra noi si contano in gran numero quelli che allo scoppiar della guerra declamarono enfatiche poesie. Però nessuno di loro ha il coraggio di fare l'aviatore!»
(Arbeiter Zeitung)

## Nella cultura di massa
Il cantautore Enrico Ruggeri ha dedicato all'impresa dannunziana il singolo Il volo su Vienna tratto dall'album Un viaggio incredibile del 2016. Un anno dopo, al volo su Vienna è tributato anche il brano Rombo di giovane ala del gruppo genovese Ianva, tratto dall'album Canone Europeo al quale prende parte (seppur in un altro brano, non correlato al tema) lo stesso Enrico Ruggeri.